# Hoplitis villiersi
Hoplitis villiersi är en biart som först beskrevs av Raymond Benoist 1950.  Hoplitis villiersi ingår i släktet gnagbin, och familjen buksamlarbin. Inga underarter finns listade i Catalogue of Life.